# Saison 1995-1996 de la LAH
Saison précédente Saison suivante
La saison 1995-1996 de la Ligue américaine de hockey est la 60e saison de la ligue au cours de laquelle dix-huit équipes jouent chacune 80 matchs de saison régulière. Les Americans de Rochester remportent leur sixième coupe Calder.

## Contexte de la saison

### Changements de franchises
- Les Bandits de Baltimore et les Monarchs de la Caroline rejoignent la ligue dans la division Sud.
- Les Aces de Cornwall, les Americans de Rochester et le Crunch de Syracuse passent de la division Sud à la division Centrale.
- Les Red Wings de l'Adirondack et les River Rats d'Albany passent de la division Nord à la division Centrale.

### Organisation et règlement
Avec l'expansion à dix-huit franchises, la LAH se réorganise en deux associations comprenant chacune deux divisions. L'association du Nord est composée des divisions Nord et Atlantique, l'association du Sud de la division Sud et de la toute nouvelle division Centrale.
La LAH réintroduit également la règle du point pour une défaite en prolongation qui avait été abandonnée à l'issue de la saison 1987-1988.
Les huit premières équipes de chaque association sont qualifiées pour les séries.

### Trophées
Il est créé deux nouveaux trophées afin de récompenser, en plus des deux trophées déjà existants, les vainqueurs de toutes les divisions en saison régulière :
- Le trophée Frank-Mathers revenant au vainqueur de la division Sud.
- Le trophée Sam-Pollock revenant au vainqueur de la division Atlantique.
- Le trophée John-D.-Chick étant attribué dorénavant au vainqueur de la division Centrale.
- Le trophée F.-G.-« Teddy »-Oke restant attribué au vainqueur de la division Nord.

## Saison régulière

### Classement

#### Association du Nord
| Clt   | Équipe                              | PJ | V  | D  | N  | DP | BP  | BC  | Pts |
| ----- | ----------------------------------- | -- | -- | -- | -- | -- | --- | --- | --- |
| +001, | Senators de l'Île-du-Prince-Édouard | 80 | 38 | 33 | 6  | 3  | 303 | 313 | 85  |
| +002, | Flames de Saint-Jean                | 80 | 35 | 30 | 11 | 4  | 272 | 264 | 85  |
| +003, | Maple Leafs de Saint-Jean           | 80 | 31 | 31 | 14 | 4  | 248 | 274 | 80  |
| +004, | Canadiens de Fredericton            | 80 | 34 | 35 | 11 | 0  | 307 | 308 | 79  |
| +005, | Oilers du Cap-Breton                | 80 | 33 | 40 | 3  | 4  | 290 | 323 | 73  |

| Clt   | Équipe                 | PJ | V  | D  | N  | DP | BP  | BC  | Pts |
| ----- | ---------------------- | -- | -- | -- | -- | -- | --- | --- | --- |
| +001, | Falcons de Springfield | 80 | 42 | 22 | 11 | 5  | 272 | 215 | 100 |
| +002, | IceCats de Worcester   | 80 | 36 | 28 | 12 | 4  | 242 | 244 | 88  |
| +003, | Pirates de Portland    | 80 | 32 | 34 | 10 | 4  | 282 | 283 | 78  |
| +004, | Bruins de Providence   | 80 | 30 | 36 | 10 | 4  | 249 | 280 | 74  |

- En gras : qualifiés pour les séries

#### Association du Sud
| Clt   | Équipe                    | PJ | V  | D  | N | DP | BP  | BC  | Pts |
| ----- | ------------------------- | -- | -- | -- | - | -- | --- | --- | --- |
| +001, | River Rats d'Albany       | 80 | 54 | 19 | 7 | 0  | 322 | 218 | 115 |
| +002, | Red Wings de l'Adirondack | 80 | 38 | 32 | 8 | 2  | 271 | 247 | 86  |
| +003, | Americans de Rochester    | 80 | 37 | 34 | 5 | 4  | 294 | 297 | 83  |
| +004, | Aces de Cornwall          | 80 | 34 | 34 | 7 | 5  | 249 | 251 | 80  |
| +005, | Crunch de Syracuse        | 80 | 31 | 37 | 5 | 7  | 257 | 307 | 74  |

| Clt   | Équipe                  | PJ | V  | D  | N  | DP | BP  | BC  | Pts |
| ----- | ----------------------- | -- | -- | -- | -- | -- | --- | --- | --- |
| +001, | Rangers de Binghamton   | 80 | 39 | 31 | 7  | 3  | 333 | 331 | 88  |
| +002, | Bears de Hershey        | 80 | 36 | 30 | 11 | 3  | 301 | 287 | 86  |
| +003, | Bandits de Baltimore    | 80 | 33 | 36 | 9  | 2  | 279 | 299 | 77  |
| +004, | Monarchs de la Caroline | 80 | 28 | 38 | 11 | 3  | 313 | 343 | 70  |

- En gras : qualifiés pour les séries

### Meilleurs pointeurs
| Joueur          | Équipe                              | PJ | B  | A  | Pts | Pun |
| --------------- | ----------------------------------- | -- | -- | -- | --- | --- |
| Brad Smyth      | Monarchs de la Caroline             | 68 | 68 | 58 | 126 | 80  |
| Jim Montgomery  | Bears de Hershey                    | 78 | 34 | 71 | 105 | 95  |
| Mike Casselman  | Monarchs de la Caroline             | 70 | 34 | 68 | 102 | 46  |
| Gilbert Dionne  | Monarchs de la Caroline             | 55 | 43 | 58 | 101 | 29  |
| Peter Ferraro   | Rangers de Binghamton               | 68 | 48 | 53 | 101 | 157 |
| Chris Ferraro   | Rangers de Binghamton               | 77 | 32 | 67 | 99  | 208 |
| Craig Charron   | Americans de Rochester              | 72 | 43 | 52 | 95  | 79  |
| Jean-Yves Roy   | Senators de l'Île-du-Prince-Édouard | 67 | 40 | 55 | 95  | 64  |
| Dixon Ward      | Americans de Rochester              | 71 | 38 | 56 | 94  | 74  |
| Brett Harkins   | Monarchs de la Caroline             | 55 | 23 | 71 | 94  | 44  |
| Andrew Brunette | Pirates de Portland                 | 69 | 28 | 66 | 94  | 125 |

## Match des étoiles
Le 9e Match des étoiles de la LAH a lieu le 16 janvier 1996 au Hersheypark Arena à Hershey. L'équipe des États-Unis bat celle du Canada sur le score de 6 buts à 5. En préambule au match, un concours d'habileté est organisé la veille. L'équipe des États-Unis remporte également ce concours sur la marque de 14 points à 12.

## Séries éliminatoires
- Les huit meilleures équipes de chaque association sont qualifiées.
- Les séries sont organisées sous forme d'arbre par association et par division. Une exception cependant : les cinq franchises de la division Centrale étant qualifiées, l'équipe classée cinquième est reversée dans la partie de tableau de la division Sud.
- Les quarts-de-finale d'association se disputent au meilleur des cinq matchs. Les tours suivants se jouent au meilleur des sept matchs[5].

|  | Quarts-de-finale d'association | Quarts-de-finale d'association | Quarts-de-finale d'association | Quarts-de-finale d'association |    |             | Demi-finales d'association | Demi-finales d'association | Demi-finales d'association | Demi-finales d'association |  |  | Finales d'association | Finales d'association | Finales d'association | Finales d'association |  |  | Finale de la Coupe Calder | Finale de la Coupe Calder | Finale de la Coupe Calder | Finale de la Coupe Calder |
|  |                                |                                |                                |                                |    |             |                            |                            |                            |                            |  |  |                       |                       |                       |                       |  |  |                           |                           |                           |                           |
|  |                                |                                |                                |                                |    |             |                            |                            |                            |                            |  |  |                       |                       |                       |                       |  |  |                           |                           |                           |                           |
|  | A1                             | Île-du-Prince-Édouard          | 2                              | 2                              |    |             |                            |                            |                            |                            |  |  |                       |                       |                       |                       |  |  |                           |                           |                           |                           |
|  | A1                             | Île-du-Prince-Édouard          | 2                              | 2                              |    |             |                            |                            |                            |                            |  |  |                       |                       |                       |                       |  |  |                           |                           |                           |                           |
|  | A4                             | Fredericton                    | 3                              | 3                              |    |             |                            |                            |                            |                            |  |  |                       |                       |                       |                       |  |  |                           |                           |                           |                           |
|  | A4                             | Fredericton                    | 3                              | 3                              | A4 | Fredericton | 1                          | 1                          |                            |                            |  |  |                       |                       |                       |                       |  |  |                           |                           |                           |                           |
|  |                                |                                |                                |                                | A4 | Fredericton | 1                          | 1                          |                            |                            |  |  |                       |                       |                       |                       |  |  |                           |                           |                           |                           |
|  |                                |                                | A2                             | Saint-Jean                     | 4  | 4           |                            |                            |                            |                            |  |  |                       |                       |                       |                       |  |  |                           |                           |                           |                           |
|  | A3                             | Saint-Jean de Terre-Neuve      | A2                             | Saint-Jean                     | 4  | 4           | 1                          | 1                          |                            |                            |  |  |                       |                       |                       |                       |  |  |                           |                           |                           |                           |
|  | A3                             | Saint-Jean de Terre-Neuve      |                                |                                |    |             |                            | 1                          |                            |                            |  |  |                       |                       |                       |                       |  |  |                           |                           |                           |                           |
|  | A2                             | Saint-Jean                     | 3                              | 3                              |    |             |                            |                            |                            |                            |  |  |                       |                       |                       |                       |  |  |                           |                           |                           |                           |
|  | A2                             | Saint-Jean                     | 3                              | 3                              | A2 | Saint-Jean  | 3                          | 3                          |                            |                            |  |  |                       |                       |                       |                       |  |  |                           |                           |                           |                           |
|  |                                |                                |                                |                                | A2 | Saint-Jean  | 3                          | 3                          |                            |                            |  |  |                       |                       |                       |                       |  |  |                           |                           |                           |                           |
|  |                                |                                | N3                             | Portland                       | 4  | 4           |                            |                            |                            |                            |  |  |                       |                       |                       |                       |  |  |                           |                           |                           |                           |
|  | N1                             | Springfield                    | N3                             | Portland                       | 4  | 4           | 3                          | 3                          |                            |                            |  |  |                       |                       |                       |                       |  |  |                           |                           |                           |                           |
|  | N1                             | Springfield                    |                                |                                |    |             |                            | 3                          |                            |                            |  |  |                       |                       |                       |                       |  |  |                           |                           |                           |                           |
|  | N4                             | Providence                     | 1                              | 1                              |    |             |                            |                            |                            |                            |  |  |                       |                       |                       |                       |  |  |                           |                           |                           |                           |
|  | N4                             | Providence                     | 1                              | 1                              | N1 | Springfield | 2                          | 2                          |                            |                            |  |  |                       |                       |                       |                       |  |  |                           |                           |                           |                           |
|  |                                |                                |                                |                                | N1 | Springfield | 2                          | 2                          |                            |                            |  |  |                       |                       |                       |                       |  |  |                           |                           |                           |                           |
|  |                                |                                | N3                             | Portland                       | 4  | 4           |                            |                            |                            |                            |  |  |                       |                       |                       |                       |  |  |                           |                           |                           |                           |
|  | N3                             | Portland                       | N3                             | Portland                       | 4  | 4           | 3                          | 3                          |                            |                            |  |  |                       |                       |                       |                       |  |  |                           |                           |                           |                           |
|  | N3                             | Portland                       |                                |                                |    |             |                            | 3                          |                            |                            |  |  |                       |                       |                       |                       |  |  |                           |                           |                           |                           |
|  | N2                             | Worcester                      | 1                              | 1                              |    |             |                            |                            |                            |                            |  |  |                       |                       |                       |                       |  |  |                           |                           |                           |                           |
|  | N2                             | Worcester                      | 1                              | 1                              | N3 | Portland    | 3                          | 3                          |                            |                            |  |  |                       |                       |                       |                       |  |  |                           |                           |                           |                           |
|  |                                |                                |                                |                                | N3 | Portland    | 3                          | 3                          |                            |                            |  |  |                       |                       |                       |                       |  |  |                           |                           |                           |                           |
|  |                                |                                | C3                             | Rochester                      | 4  | 4           |                            |                            |                            |                            |  |  |                       |                       |                       |                       |  |  |                           |                           |                           |                           |
|  | C1                             | Albany                         | C3                             | Rochester                      | 4  | 4           | 1                          | 1                          |                            |                            |  |  |                       |                       |                       |                       |  |  |                           |                           |                           |                           |
|  | C1                             | Albany                         |                                |                                |    |             |                            | 1                          |                            |                            |  |  |                       |                       |                       |                       |  |  |                           |                           |                           |                           |
|  | C4                             | Cornwall                       | 3                              | 3                              |    |             |                            |                            |                            |                            |  |  |                       |                       |                       |                       |  |  |                           |                           |                           |                           |
|  | C4                             | Cornwall                       | 3                              | 3                              | C4 | Cornwall    | 0                          | 0                          |                            |                            |  |  |                       |                       |                       |                       |  |  |                           |                           |                           |                           |
|  |                                |                                |                                |                                | C4 | Cornwall    | 0                          | 0                          |                            |                            |  |  |                       |                       |                       |                       |  |  |                           |                           |                           |                           |
|  |                                |                                | C3                             | Rochester                      | 4  | 4           |                            |                            |                            |                            |  |  |                       |                       |                       |                       |  |  |                           |                           |                           |                           |
|  | C3                             | Rochester                      | C3                             | Rochester                      | 4  | 4           | 3                          | 3                          |                            |                            |  |  |                       |                       |                       |                       |  |  |                           |                           |                           |                           |
|  | C3                             | Rochester                      |                                |                                |    |             |                            | 3                          |                            |                            |  |  |                       |                       |                       |                       |  |  |                           |                           |                           |                           |
|  | C2                             | Adirondack                     | 0                              | 0                              |    |             |                            |                            |                            |                            |  |  |                       |                       |                       |                       |  |  |                           |                           |                           |                           |
|  | C2                             | Adirondack                     | 0                              | 0                              | C3 | Rochester   | 4                          | 4                          |                            |                            |  |  |                       |                       |                       |                       |  |  |                           |                           |                           |                           |
|  |                                |                                |                                |                                | C3 | Rochester   | 4                          | 4                          |                            |                            |  |  |                       |                       |                       |                       |  |  |                           |                           |                           |                           |
|  |                                |                                | C5                             | Syracuse                       | 1  | 1           |                            |                            |                            |                            |  |  |                       |                       |                       |                       |  |  |                           |                           |                           |                           |
|  | S1                             | Binghamton                     | C5                             | Syracuse                       | 1  | 1           | 1                          | 1                          |                            |                            |  |  |                       |                       |                       |                       |  |  |                           |                           |                           |                           |
|  | S1                             | Binghamton                     |                                |                                |    |             |                            | 1                          |                            |                            |  |  |                       |                       |                       |                       |  |  |                           |                           |                           |                           |
|  | C5                             | Syracuse                       | 3                              | 3                              |    |             |                            |                            |                            |                            |  |  |                       |                       |                       |                       |  |  |                           |                           |                           |                           |
|  | C5                             | Syracuse                       | 3                              | 3                              | C5 | Syracuse    | 4                          | 4                          |                            |                            |  |  |                       |                       |                       |                       |  |  |                           |                           |                           |                           |
|  |                                |                                |                                |                                | C5 | Syracuse    | 4                          | 4                          |                            |                            |  |  |                       |                       |                       |                       |  |  |                           |                           |                           |                           |
|  |                                |                                | S3                             | Baltimore                      | 3  | 3           |                            |                            |                            |                            |  |  |                       |                       |                       |                       |  |  |                           |                           |                           |                           |
|  | S3                             | Baltimore                      | S3                             | Baltimore                      | 3  | 3           | 3                          | 3                          |                            |                            |  |  |                       |                       |                       |                       |  |  |                           |                           |                           |                           |
|  | S3                             | Baltimore                      |                                |                                |    |             |                            | 3                          |                            |                            |  |  |                       |                       |                       |                       |  |  |                           |                           |                           |                           |
|  | S2                             | Hershey                        | 2                              | 2                              |    |             |                            |                            |                            |                            |  |  |                       |                       |                       |                       |  |  |                           |                           |                           |                           |
|  | S2                             | Hershey                        | 2                              | 2                              |    |             |                            |                            |                            |                            |  |  |                       |                       |                       |                       |  |  |                           |                           |                           |                           |
|  |                                |                                |                                |                                |    |             |                            |                            |                            |                            |  |  |                       |                       |                       |                       |  |  |                           |                           |                           |                           |

## Trophées

### Trophées collectifs
| Coupe Calder : Vainqueurs des séries                             | Americans de Rochester              |
| Trophée Richard-F.-Canning : Vainqueurs de l'association du Nord | Pirates de Portland                 |
| Trophée Robert-W.-Clarke : Vainqueurs de l'association du Sud    | Americans de Rochester              |
| Trophée Frank-Mathers : Champions de la division Sud             | Rangers de Binghamton               |
| Trophée F.-G.-« Teddy »-Oke : Champions de la division Nord      | Falcons de Springfield              |
| Trophée Sam-Pollock : Champions de la division Atlantique        | Senators de l'Île-du-Prince-Édouard |
| Trophée John-D.-Chick : Champions de la division Centrale        | River Rats d'Albany                 |

### Trophées individuels
| Trophée Les-Cunningham : Meilleur joueur de la saison                                 | Brad Smyth (Monarchs de la Caroline)                   |
| Trophée John-B.-Sollenberger : Meilleur pointeur                                      | Brad Smyth (Monarchs de la Caroline)                   |
| Trophée Dudley-« Red »-Garrett : Meilleure recrue                                     | Darcy Tucker (Canadiens de Fredericton)                |
| Trophée Eddie-Shore : Meilleur défenseur de la saison                                 | Barry Richter (Rangers de Binghamton)                  |
| Trophée Aldege-« Baz »-Bastien : Meilleur gardien                                     | Manny Legacé (Falcons de Springfield)                  |
| Trophée Harry-« Hap »-Holmes : Gardien(s) de l'équipe ayant encaissé le moins de buts | Manny Legacé et Scott Langkow (Falcons de Springfield) |
| Trophée Louis-A.-R.-Pieri : Meilleur entraîneur de la saison                          | Robbie Ftorek (River Rats d'Albany)                    |
| Trophée Fred-T.-Hunt : Joueur au meilleur esprit sportif'                             | Ken Gernander (Rangers de Binghamton)                  |
| Trophée Jack-A.-Butterfield : Meilleur joueur des séries                              | Dixon Ward (Americans de Rochester)                    |